# NGC 3553
NGC 3553 es una galaxia elíptica (E-S0) localizada en la dirección de la constelación de Osa Mayor. Posee una declinación de +28°41′9″ y una ascensión recta de 11 horas, 10 minutos y 40,3 segundos.
La galaxia NGC 3553 fue descubierta el 13 de marzo de 1885 por Guillaume Bigourdan.